# Мустатунтури
Мустатунтури (рус. Мустатунтури) брдски је масив у северозападном делу Мурманске области, на подручју Печеншког рејона, на крајњем северозападу Русије. Моренско узвишење у чијој основи се налазе гранити пружа се у дужини од око 9 km и раздваја полуострво Средњи од континенталног дела. Највиша тачка узвишења налази се у његовом западном делу и лежи на надморској висини од 262 метра. Његове стране се благо спуштају ка југу док се падине стрмо спуштају у правцу севера и ка обали.